# Étrépagny
Étrépagny (e.tʁe.pa.ɲiⓘ) es una localidad y comuna francesa situada en la región de Normandía, departamento de Eure, en el distrito de Les Andelys. Es el chef-lieu del cantón homónimo.

## Demografía
| 2773 | 2637 | 3074 | 3151 | 3671 | 3553 |
| Para los censos de 1962 a 1999 la población legal corresponde a la población sin duplicidades (Fuente: INSEE [Consultar]) |      |      |      |      |      |

## Administración

### Entidades intercomunales
Étrépagny está integrada en la Communauté de communes du canton d'Étrépagny. Además forma parte de diversos sindicatos intercomunales para la prestación de diversos servicios públicos:
- Syndicat des eaux du Vexin normand (S.E.V.N.);
- Syndicat de l'électricité et du gaz de l'Eure (SIEGE);
- Syndicat intercommunal de l'aérodrome d'Etrépagny Gisors.

### Riesgos
La prefectura del departamento de Eure incluye la comuna en la previsión de riesgos mayores  por la presencia de cavidades subterráneas.